# Ludwig Kaiser
Pour les articles homonymes, voir Kaiser et Barthel.
Marcel Barthel (né le 8 juillet 1990 à Pinneberg) est un catcheur (lutteur professionnel) allemand. Il travaille actuellement à la World Wrestling Entertainment, dans la division Raw, sous le nom de Ludwig Kaiser.

## Carrière

### Westside Xtreme Wrestling (2009–2017)
Le 16 novembre 2013, il  fait équipe avec Da Mack, et battent The AUTsiders (Big Van Walter et Robert Dreissker) et remportent les wXw World Tag Team Championship.
Le lendemain, ils récupèrent les titres en battant Matt Striker et Trent?. Le 5 avril, ils conservent leur titres contre French Flavour (Lucas Di Leo et Peter Fischer). Le 18 octobre, ils perdent les titres contre French Flavour.
Le 2 octobre 2015, ils participent au tournoi pour couronner de nouveaux Champions du monde par équipes de la wXw et battent successivement Young Lions (Hakan Aslan & Tarkan Aslan), puis Jurn Simmons et Tyler Bate. Ils sont éliminés du tournoi deux jours plus tard à la suite de leur défaite contre reDRagon (Kyle O'Reilly et Bobby Fish).
Lors des Quarts de finale du 16 Carat Gold Tournament 2016, il bat Ilja Dragunov. Lors des Semi Finales, il bat Drew Galloway, se qualifiant pour la finale lors de laquelle il perd contre Zack Sabre, Jr. qu'il avait battu pour se qualifier en finale lors de la précédente édition du tournoi en mars 2015.
Le 10 décembre, lui et Walter perdent contre A4 (Absolute Andy et Marius Al-Ani) dans un Best Two Out Of Three Falls Match pour les wXw World Tag Team Championship, mais plus tard dans la soirée, il bat Marty Scurll pour remporter le wXw Unified World Wrestling Championship,.

### Progress Wrestling (2017)
Lors de Chapter 47: Complicated Simplicity, lui, Timothy Thatcher et Walter perdent contre British Strong Style (Pete Dunne, Trent Seven et Tyler Bate) et ne remportent pas les PROGRESS Tag Team Championship et le PROGRESS World Championship détenu par ces derniers.

### World Wrestling Entertainment (2017-...)
En juin 2017, il signe à la World Wrestling Entertainment et utilise son vrai nom Marcel Barthel.

#### Débuts àNXTetNXT UK, alliance avec Fabian Aichner et double champion par équipe de laNXT(2019-2022)
Le 8 août 2018 à NXT, il fait ses débuts dans la brand jaune, en perdant face à Keith Lee.
Le 2 janvier 2019 à NXT UK, il s'allie avec Fabian Aichner et forme une équipe appelé The European Alliance. Ensemble, ils battent Amir Jordan et Kenny Williams. Le 6 mars à NXT, ils perdent face à Ricochet et Aleister Black et ne passent pas le premier tour du Dusty Rhodes Tag Team Classic.
Le 22 mai à NXT UK, ils effectuent un Heel Turn en aidant WALTER à conserver son titre United Kingdom de la WWE face à Pete Dunne, formant une alliance avec le premier sous le nom de Imperium,. Le 12 juin à NXT UK, le nouveau trio bat Pete Dunne, Trent Seven et Tyler Bate dans un 6-Man Tag Team Match, aidé par une intervention extérieure d'Alexander Wolfe qui rejoint le clan.
Le 12 janvier 2020 à NXT UK TakeOver: Blackpool II, Fabian Aichner et lui ne remportent pas les titres par équipe de la NXT UK, battus par Gallus (Mark Coffey et Wolfgang) dans un Fatal 4-Way Tag Team Ladder match, qui inclut également Grizzled Young Veterans (Zack Gibson et James Drake), Flash Morgan Webster et Mark Andrews.
Le 13 mai à NXT, ils deviennent les nouveaux champions par équipe de la NXT en battant Matt Riddle et Timothy Thatcher (remplaçant Pete Dunne), remportant les titres pour la première fois de leurs carrières. 
Le 26 août à NXT, ils perdent face à Breezango (Fandango et Tyler Breeze), ne conservant pas leurs titres et mettant fin à un règne de 105 jours .
Le 26 octobre 2021 à NXT: Halloween Havoc, ils redeviennent champions par équipe de la NXT en battant MSK (Nash Carter et Wes Lee), remportant les titres pour la seconde fois. Le 5 décembre à NXT TakeOver: WarGames, ils conservent leurs titres en battant Kyle O'Reilly et Von Wagner.
Le 2 avril 2022 à NXT TakeOver: Stand & Deliver, ils perdent un Triple Threat Tag Team Match face à MSK, qui inclut également The Creed Brothers (Brutus et Julius Creed), ne conservant pas leurs titres et mettant fin à un règne de 158 jours.

#### Débuts àSmackDownet Draft àRaw(2022-...)
Le 8 avril à SmackDown, il fait ses débuts dans le show bleu, sous le nom de Ludwig Kaiser, accompagne Gunther et assiste à sa victoire sur Joe Alonzo.
Le 8 octobre à Extreme Rules, Gunther, Giovanni Vinci et lui perdent face aux Brawling Brutes (Sheamus, Ridge Holland et Butch) dans un 6-Man Good Old Fashioned Donnybrook Tag Team match.
Le 28 avril 2023 à SmackDown, lors du Draft, le trio est annoncé être officiellement transféré à Raw par RVD et Michael Hayes.
Le 5 août à SummerSlam, il ne remporte pas la Slim Jim SummerSlam 25-Man Battle Royal, gagnée par LA Knight.
Le 27 janvier 2024 au Royal Rumble, il entre dans son tout premier Men's Royal Rumble match en 12e position, mais se fait éliminer par Kofi Kingston.
Le 30 novembre aux Survivor Series: WarGames, il ne remporte pas le titre Intercontinental, battu par Bron Breakker dans un Triple Threat match qui inclut également Sheamus.

## Palmarès
- European Wrestling Promotion
  - 1 fois EWP Tag Team Champion avec Da Mack
- Great Bear Promotions
  - 1 fois Great Bear Grand Champion
- German Stampede Wrestling
  - 1 fois GSW Tag Team Champion avec Da Mack
- Nordic Championship Wrestling
  - 1 fois NFC First Fighter Champion
  - 1 fois International NCW Cruiserweight Champion
  - First Fighter Tournament (2010)
- Pro Wrestling Fighters
  - 1 fois PWF North-European Champion
- Westside Xtreme Wrestling
  - 1 fois wXw Unified World Wrestling Championship
  - 2 fois wXw World Tag Team Champion avec Da Mack
  - Mitteldeutschland Cup (2014)
  - Four Nations Cup (2015)
- World Wrestling Entertainment
  - 2 fois NXT Tag Team Championship avec Fabian Aichner

## Récompenses des magazines
- Pro Wrestling Illustrated

| Année | 2016 | 2017 à 2018 | 2019 | 2020 |
| ----- | ---- | ----------- | ---- | ---- |
| Rang  | 297  | Non classé  | 326  | 240  |

## Vie privée
Il est actuellement en couple avec la catcheuse de SmackDown, Tiffany Stratton.